# Pimelodella eutaenia
Pimelodella eutaenia är en fiskart som beskrevs av Regan, 1913. Pimelodella eutaenia ingår i släktet Pimelodella och familjen Heptapteridae. Inga underarter finns listade i Catalogue of Life.